# Banksia sphaerocarpa
Banksia sphaerocarpa là một loài thực vật có hoa trong họ Quắn hoa. Loài này được R.Br. miêu tả khoa học đầu tiên năm 1811.
Loài này thường mọc thành cây bụi cao 1–2 m (3,3–6,6 ft), và thường nhỏ hơn ở phía bắc phạm vi phân bố. Loài này có lá màu xanh hẹp, hoa tròn màu vàng hoặc cam hơi nâu, chùm hoa có thể nhìn thấy từ tháng 1 đến tháng 7. Loài này phân bố rộng rãi khắp tây nam của Tây Úc, chỉ mọc trên đất cát. Nó là loài chủ yếu ở rừng cây bụi và rừng cây thấp. Loài hày được thụ phấn bởi, và là một nguồn thức ăn cho, chim, động vật có vú và côn trùng.
Lần đầu tiên được mô tả bởi nhà thực vật học vào năm 1810 Robert Brown với danh pháp là B. sphaerocarpa có một lịch sử phân loại phức tạp, và một vài phân loại đã từng đặt danh pháp loài này là B. sphaerocarpa đã được xác định rộng rãi là loài riêng.